# The Worst Evil
The Worst Evil (최악의 악?, Choe-ag-ui akLR) è una serie televisiva sudcoreana distribuita su Disney+ dal 27 settembre al 25 ottobre 2023.

## Trama
Nel 1995, un'organizzazione criminale è responsabile del narcotraffico tra la Corea del Sud, la Cina e il Giappone. Park Jun-mo, un poliziotto di campagna che viene costantemente messo in ridicolo dai suoceri perché ha un rango inferiore a quello della moglie, anch'ella membro della polizia, accetta di lavorare sotto copertura all'interno dell'organizzazione criminale in cambio di una promozione.

## Personaggi e interpreti
- Park Jun-mo, interpretato da Ji Chang-wook
- Jung Gi-cheul, interpretato da Wi Ha-joon
- Yoo Eui-jeong, interpretata da Im Se-mi
- Lee Hae-ryeon, interpretata da Bibi

## Riconoscimenti
- Baeksang Arts Award[4][5]
  - 2024 – Miglior regista a Han Dong-wook
  - 2024 – Candidatura Miglior nuovo attore a Lee Shin-ki
  - 2024 – Candidatura Miglior nuova attrice a Bibi